# Furuvattnet (Skredsviks socken, Bohuslän)
Furuvattnet är en sjö i Uddevalla kommun i Bohuslän och ingår i Bäveån-Örekilsälvens kustområde.